# Alkylpolyglycolether
Alkylpolyglycolethers zijn een groep van niet-ionische oppervlakte-actieve stoffen met als algemene brutoformule R-(O-CH2-CH2)x-OH. Daarin is R het lipofiele deel van deze tensiden. R is een relatief lange alkylgroep, bijvoorbeeld n-hexadecyl (16 koolstofatomen) of n-octadecyl (18 koolstofatomen) en is afkomstig van vetalcoholen afgeleid van bijvoorbeeld laurinezuur, stearinezuur of palmitinezuur. De ethers afgeleid van stearinezuur duidt men aan met steareth-, die van laurinezuur met laureth-.
Het hydrofiele gedeelte wordt gevormd door een polyethyleenglycolketen. De polymerisatiegraad x kan gaan van 2 tot 20 of meer.

## Synthese
Alkylpolyglycolethers zijn ethoxylaten van vetalcoholen en worden geproduceerd door etheenoxide te polymeriseren met het alcohol als initiator. Soms wordt een mengsel van etheenoxide en propeenoxide gebruikt.
Merknamen van alkylpolyglycolethers zijn onder meer Lutensol van BASF en BRIJ van Sigma Aldrich.

## Eigenschappen
Alkylpolyglycolethers zijn bestand tegen zuren en basen en kunnen gebruikt worden om vet-of olie-emulsies te maken in zeer zuur of zeer basisch midden, wat ze bruikbaar maakt in commerciële en industriële schoonmaakmiddelen.
Afhankelijk van hun HLB-waarde kunnen ze gebruikt worden om olie-in-water- (O/W) dan wel water-in-olie- (W/O) emulsies te maken. De HLB-waarde wordt bepaald door de lengte van de alkylketen en van de polyethyleenglycolketen:
- als de alkylketen langer wordt en de polyglycolketen niet, vergroot het lipofiele deel en wordt de HLB-waarde kleiner;
- als de polyglycolketen langer wordt en de alkylketen niet, vergroot het hydrofiele deel en wordt de HLB-waarde groter.

## Toepassing
Alkylpolyglycolethers worden gebruikt in lichaamsverzorgingsproducten (zepen, shampoos), was- en vaatwasmiddelen, en allerlei industriële toepassingen onder meer in formulaties van gewasbeschermingsmiddelen, cement, kleefstoffen, kleurstoffen en coatings. Ze zijn niet schadelijk voor de huid en kunnen gecombineerd worden met alkylpolyglycosiden om een synergistisch effect te bekomen; de doeltreffendheid van de combinatie is groter dan van de afzonderlijke componenten samen.
BRIJ 35 (met een dodecylgroep) wordt in de biochemie gebruikt als niet-ionisch detergent.